# Visandre
Die Visandre ist ein Fluss in Frankreich, der im Département Seine-et-Marne in der Region Île-de-France verläuft. Sie entspringt unter dem Namen Luisandre im Gemeindegebiet von Courchamp, entwässert generell Richtung Westnordwest und mündet nach rund 31 Kilometern im südlichen Gemeindegebiet von Lumigny-Nesles-Ormeaux  als linker Nebenfluss in die Yerres.

## Orte am Fluss
(Reihenfolge in Fließrichtung)
- Courchamp
- Champcenest
- Bezalles
- Boisdon
- Bannost-Villegagnon
- Jouy-le-Châtel
- Vaudoy-en-Brie
- Le Plessis-Feu-Aussoux
- Voinsles
- Rozay-en-Brie
- Nesles, Gemeinde Lumigny-Nesles-Ormeaux